# Liotrigona betsimisaraka
Liotrigona betsimisaraka är en biart som beskrevs av Gregory B. Pauly 2001. Liotrigona betsimisaraka ingår i släktet Liotrigona och familjen långtungebin. Inga underarter finns listade i Catalogue of Life.